# Tau Herculis
Tau Herculis (τ Her, τ Herculis), conosciuta anche con il nome tradizionale di Rukbalgethi Shemali, è una stella della costellazione di Ercole di magnitudine 3,90, distante 307 anni luce dal sistema solare. 
A causa delle precessione degli equinozi, nel passato, circa nel 7400 a.C., la stella svolse il ruolo di stella polare; in quell'epoca infatti si trovava a meno di 1° dal polo nord celeste, fatto che avverrà nuovamente in futuro, attorno all'anno 18,400 d.C..

## Osservazione
Si tratta di una stella situata nell'emisfero celeste boreale. La sua posizione moderatamente boreale fa sì che questa stella sia osservabile specialmente dall'emisfero nord, in cui si mostra alta nel cielo nella fascia temperata; dall'emisfero australe la sua osservazione risulta invece più penalizzata, specialmente al di fuori della sua fascia tropicale. Essendo di magnitudine 3,90, la si può osservare anche dai piccoli centri urbani senza difficoltà, sebbene un cielo non eccessivamente inquinato sia maggiormente indicato per la sua individuazione.

## Caratteristiche fisiche
La stella è classificata come subgigante blu di tipo spettrale B5IV, anche se in realtà pare essere ancora una nana che brucia idrogeno all'interno del suo nucleo. τ Herculis è classificata come stella B lentamente pulsante, assomigliante alle variabili Beta Cephei; la sua luminosità varia di 0,03 magnitudini nell'arco di 1,25 giorni. La massa della stella è circa cinque volte quella del Sole, il raggio quattro volte superiore ed è quasi volte 600 più luminosa della nostra stella.
τ Herculis è anche una stella binaria; pare infatti avere una compagna di quindicesima magnitudine con lo stesso moto proprio nello spazio, che si trova visualmente a meno di 7 secondi d'arco da essa. Se si tratta di una compagna reale, questa dovrebbe essere una debole nana rossa che le orbita attorno in circa 6700 anni, ad una distanza media di 650 UA.